# Rights of the Terminally Ill Act

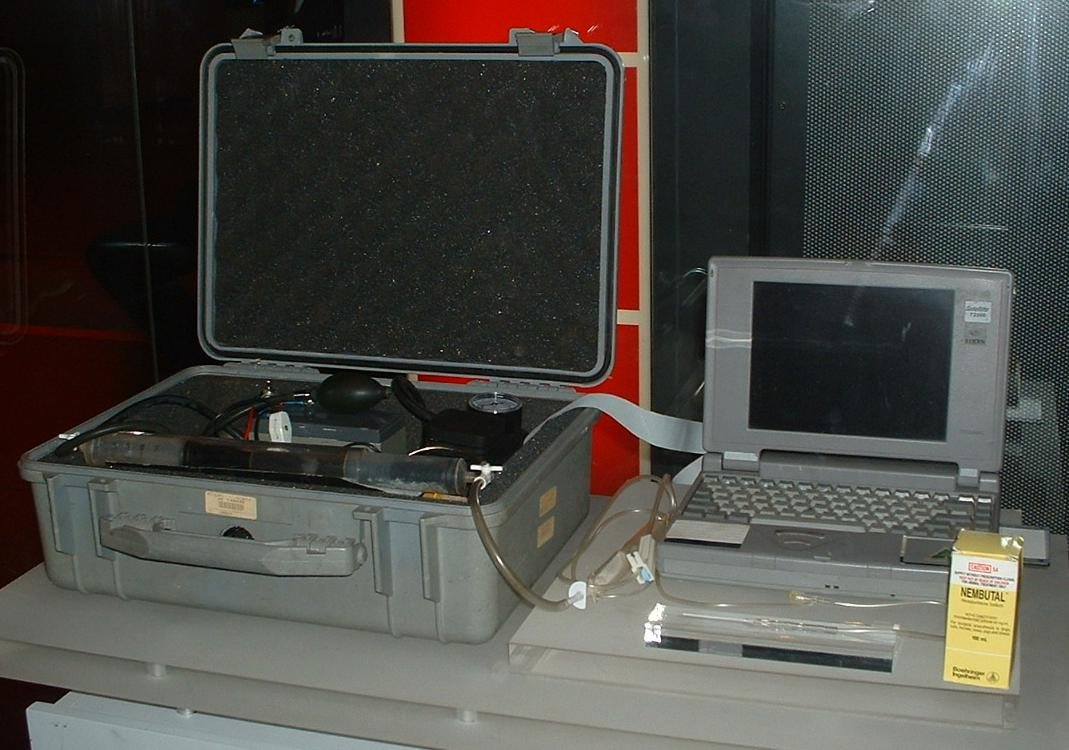
Vier unheilbar Kranke beschlossen, ihrem Leben mit Hilfe dieser Maschine ein Ende zu setzen. Das Gerät verabreichte ihnen automatisch eine tödliche Injektion, nachdem sie auf eine Reihe von Fragen auf dem Computerbildschirm mit „ja“ geantwortet hatten. Dieses Verfahren war im Nordterritorium von Australien zwischen 1996 und 1997 gesetzlich erlaubt.

Der Rights of the Terminally Ill Act 1995 (deutsch: Gesetz über die Rechte unheilbar Kranker) war ein Gesetz des Nordterritoriums von Australien, das während seiner Gültigkeit (März 1996 – März 1997) die Sterbehilfe legalisiert hatte.

## Inhalt und Zustandekommen
Nachdem der Administrator des Nordterritoriums Austin Asche dem am 25. Mai 1995 verabschiedeten Gesetz am 16. Juni 1995 sowie den Änderungen am 20. März 1996 zugestimmt hatte, trat das Gesetz am 1. Juli 1996 in Kraft. Mit einer Änderung des Northern Territory (Self-Government) Act 1978 (Selbstverwaltungsgesetz für das Nordterritorium) am 24. März 1997 durch den Euthanasia Laws Act 1997 (Sterbehilferechtsgesetz) entzog das australische Parlament jedoch dem Nordterritorium die Kompetenz für die Euthanasie betreffende Gesetze und erklärte damit das Gesetz über die Rechte unheilbar Kranker für unwirksam. 
Das Gesetz erlaubte, dass unheilbar kranke Patienten – entweder durch die direkte Beteiligung eines Arztes oder durch die Beschaffung von Medikamenten durch den Arzt – Suizid begehen durften. Es verlangte, dass sichergestellt war, dass die Patienten sowohl tatsächlich unheilbar krank (was von zwei Ärzten bestätigt werden musste) als auch einwilligungsfähig (was von einem Psychiater bestätigt werden musste) waren. Der Patient musste mindestens 18 Jahre alt sein, über die Folgen aufgeklärt worden sein und einen schriftlichen Antrag, frühestens 7 Tage nachdem er seinen Entschluss zum Ausdruck gebracht hatte, stellen. Nach mindestens weiteren 48 Stunden durfte der Arzt die Unterstützung leisten.
Während das Gesetz in Kraft war, begingen vier Menschen nach seinen Bestimmungen Suizid. Der erste von ihnen (und damit der erste weltweit, der sein Leben durch Sterbehilfe beendete) war der krebskranke Bob Dent (* 1930), der am 22. September 1996 starb. Zusätzlich hatten zwei weitere Menschen die Erlaubnis zur Selbsttötung erhalten, bevor das Gesetz für ungültig erklärt wurde.
Deutsche Übersetzungen des Gesetzestextes finden sich bei Wolfslast/Conrads (siehe unter Literatur) – das dort angegebene Datum des Inkrafttretens (Dezember 1997) ist falsch, zu diesem Zeitpunkt war das Gesetz durch den Euthanasia Laws Act 1997 bereits wieder unwirksam – und in überarbeiteter Form einschließlich der Bestimmungen des Euthanasia Laws Act 1997 bei Lorenz (siehe unter Literatur).

## Spätere Entwicklung
Der Führer der australischen Grünen, Senator Bob Brown, hat im Februar 2008 im australischen Commonwealth-Parlament einen Gesetzentwurf Rights of the Terminally Ill (Euthanasia Laws Repeal) Bill 2008, deutsch: Gesetzentwurf über die Rechte unheilbar Kranker (Sterbehilferechts-Aufhebung), vorgelegt, der die Aufhebung der Commonwealth-Gesetzgebung zum Inhalt hat. Die Gesetzesvorlage beruht auf der Ansicht, dass das Commonwealth nicht willkürlich ad hoc in die Arbeit einer demokratisch gewählten territorialen gesetzgebenden Versammlung eingreifen sollte, so wie es auf Anregung des konservativen Kevin Andrews 1997 durch den Euthanasia Laws Act geschehen ist.
Australische Regierungssenatoren unterstützen Browns Vorstoß, dem Territorial-Parlament das Recht, über die Sterbehilfe-Gesetzgebung selbst zu bestimmen, wieder zuzugestehen. Experten halten jedoch, nachdem im Juni 2008 in Sydney zwei Frauen wegen Beihilfe zur Selbsttötung eines Alzheimer-Patienten schuldig gesprochen wurden, die Aufhebung des Verbots von Sterbehilfe für wenig aussichtsreich.